# 有機電界効果トランジスタ
有機電界効果トランジスタ（ゆうきでんかいこうかトランジスタ、OFET）とは有機半導体を活性層に用いた電界効果トランジスタのことである。OFETは真空蒸着や溶液塗布によって作成することができ、低コストかつ大面積な電子製品の実現をめざして開発が進められている。OFETにはさまざまな種類があるが、最も一般的な構造は基板側にゲート電極があり、ソースドレイン電極が表面についている構造である。なぜなら、この構造はシリコン基板上に熱酸化して作成した二酸化ケイ素をゲート絶縁膜として使用した薄膜トランジスタと構造が似ているからである。二酸化ケイ素のような無機物以外にもポリメチルメタクリレート（PMMA）のような有機物をゲート絶縁膜として用いることが可能である。
2007年5月、ソニーはフルカラーで動画表示可能、さらにプラスチック基板上に作成されているために折り曲げることが可能であるOFETで駆動された有機ELディスプレイを世界で初めて試作したと発表した。

## 材料
OFETに使用される材料は、一般的に芳香環をもつ低分子有機材料、広がったπ電子をもつ高分子有機材料に大別される。これらは、軌道の波動関数の非局在化を促進するために欠かせない要素である。これらに加えて、電子求引性ないしは電子供与性の官能器が電子ないしは正孔の伝導を容易にするために導入されることもある。
これまで、さまざまな材料がOFETとして試されてきた。代表的な材料としては低分子についてはルブレン、テトラセン、ペンタセン、ペリレンジイミド（PTCDI）、テトラシアノキノジメタン（TCNQ）などがあげられる。高分子についてはポリチオフェン、特にポリ3ヘキシルチオフェン（P3HT）や、ポリフルオレン、ポリジアセチレン、ポリ2,5チエニレンビニレン、ポリ-パラフェニレンビニレン（PPV）などがあげられる。
研究は現在非常に活発に行われており、毎週新規に合成された化合物のFET特性が著名な論文誌、たとえば、Advanced Materials、Journal of the American Chemical Society、Chemistry of Materials、Angewandte Chemieなどに多数投稿され続けている。また、解説論文もこれらの開発成果をまとめるために多数投稿されている。

## 電荷輸送
OFET内部での電荷輸送はゲート絶縁膜界面の二次元的なものに制限されている。たくさんの実験手法がOFET内部での電荷輸送を解析するために用いられている。たとえば、注入された電荷の到達時間を計るためのHaynes-Shockley法や、バルク中の電荷移動度を測定するための過渡光電流測定法（TOF法）や、絶縁膜中の電界分布を測定するためのpressure-wave propagation法や、ゲート絶縁膜界面での分極の配向変化を測定するための有機単分子膜測定や、有機半導体内部の電界分布（電荷分布を解析から求めることが可能）を光学的に測定するための時間分解SHG測定などがあげられる。
これらの測定から，OFET内部にゲート電圧によって誘起される電荷は拡散によって広がることがわかってきている。

## 応用デバイス
有機半導体でトランジスタを作成するメリットとして、無機トランジスタと比べて軽量であることや、インクジェット法などの印刷プロセスを導入することで大面積で低コストな電子製品が作製が可能になること。また、有機系材料ゆえの柔軟性のあるトランジスタができることが挙げられる。2007年5月、ソニーはフルカラーで動画表示可能、さらにプラスチック基板上に作成されているために折り曲げることが可能であるOFETで駆動された有機ELディスプレイを世界で初めて試作したと発表した。東京大学では柔軟性という特徴を利用した「曲げられるシート型スキャナ」を試作し、これはスキャナしにくい本の曲がったページでもフィットして取り込むことができる。他にも、フレキシブルな電子ペーパーや液晶ディスプレイ、人工皮膚や低価格なRFIDタグなどの実用化が研究されている。赤外線を可視光に変換するデバイスも開発が進められている。

## 有機発光トランジスタ(OLET)
OFET内部を電流が流れるのであれば、それを利用して発光デバイスが作れないかと考えるのは自然なことである。このようにして作成したデバイスは原理的には発光デバイスとスイッチング素子が一体化した構造を持つことになる。
2003年、ドイツの研究グループによって初めて有機発光トランジスタ（OLET）が報告された。このデバイスはソースドレイン電極として櫛歯状の金電極を採用しており、活性層としてはテトラセンの多結晶薄膜を採用している。電子および正孔の両方がドレインおよびソースからそれぞれ注入されることで、電界発光を実現している。